# Hilton Jefferson
Hilton Jefferson (Danbury, 30 juli 1903 - New York 14 november 1968) was een Amerikaanse altsaxofonist die in het swing-tijdperk actief was in verschillende orkesten, waaronder de band van Cab Calloway. Ook speelde hij bij Duke Ellington.
Jefferson begon zijn carrière in het orkest van Claude Hopkins, met tussenpozen van 1926 tot 1940. Hij speelde ook verschillende periodes voor Chick Webb. In de jaren dertig speelde hij verder bij King Oliver, McKinney's Cotton Pickers, Benny Carter, Red Allen en Fletcher Henderson. In de jaren veertig was hij de leider van de saxofonisten van Calloway. In de periode 1952-1953 verving hij Willie Smith in het orkest van Duke Ellington. Daarna koos hij voor een baan buiten de muziek, maar speelde nog regelmatig met musici als Rex Stewart, Buster Bailey en een band met oudgedienden van Fletcher Henderson. Als leider heeft hij maar enkele opnames gemaakt.
- Bibsys: 13000157
- Biblioteca Nacional de España: XX5408416
- Bibliothèque nationale de France: cb13924859c (data)
- Gemeinsame Normdatei: 134417232
- International Standard Name Identifier: 0000 0000 5512 9873
- Library of Congress Control Number: no91020812
- MusicBrainz: fadcfecc-6ecf-4e5c-a43b-fa67a4defb5c
- SNAC: w6qq0sht
- Système universitaire de documentation: 08397430X
- Virtual International Authority File: 198552
- WorldCat: E39PBJbttJXtymxx6JBFXVxYyd